# Václav Frind (arciděkan)
Václav Frind (30. července 1868, Lipová – 1945) byl český katolický kněz, třináctý infulovaný arciděkan v Horní Polici.

## Život

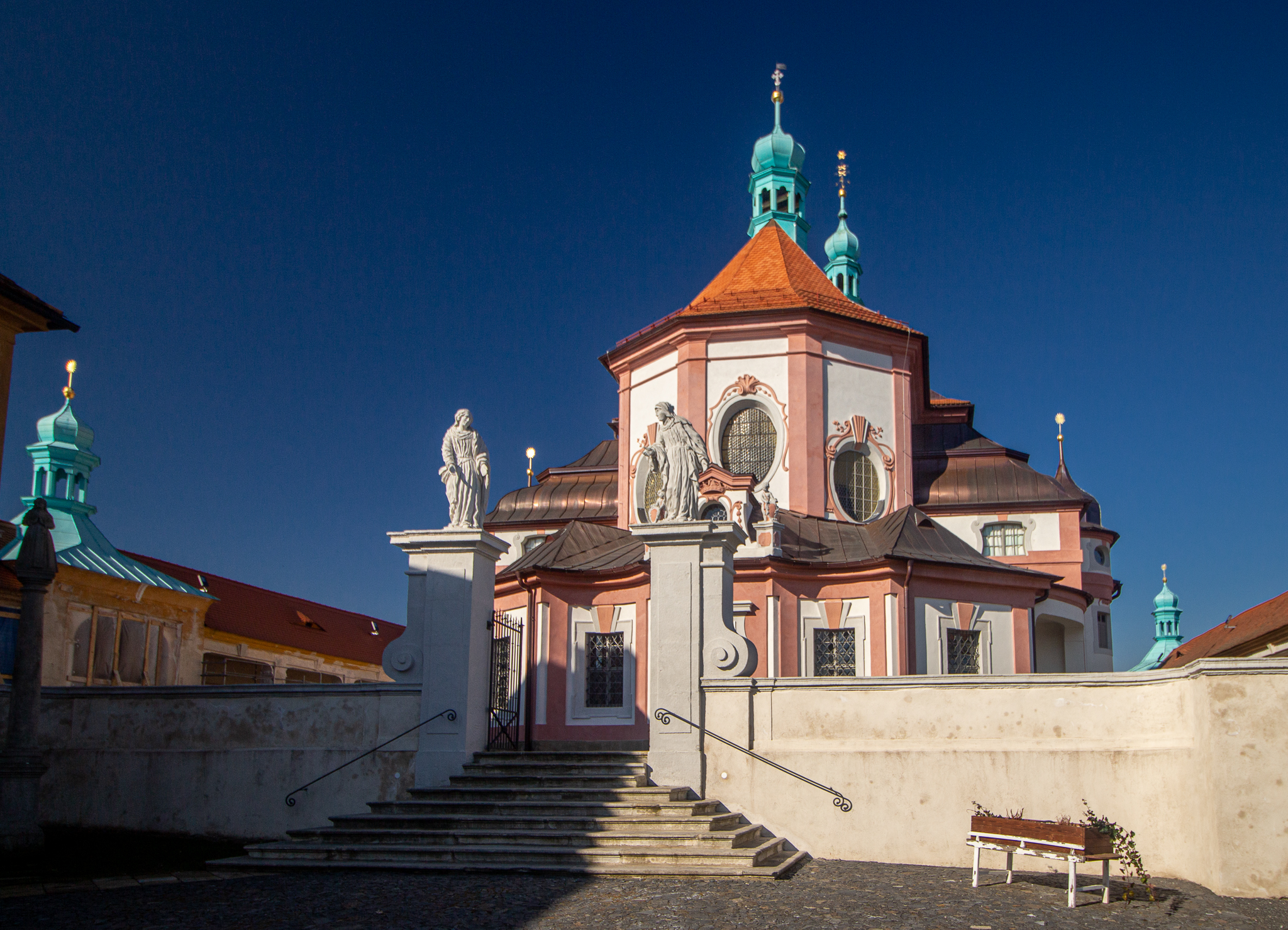
Kostel Navštívení Panny Marie v hornopolickém poutním areálu

Pocházel z německého Hainspach, dnešní Lipové v okrese Děčín, z rodu Frindů (Frintů), ze kterého povstala řada duchovních, např. biskupové Antonín Ludvík Frind, Wenzel Frind, Jakub Frint ad.
Na kněze pro litoměřickou diecézi byl vysvěcen 24. května 1891 a v roce 1908 byl instalován do úřadu hornopolického arciděkana, a to třináctého v pořadí. K tomuto úřadu se váže ustanovení papežského breve Klementa XII. ze 6. prosince 1736, spojené s právem používat pontifikálie „ad instar Abbatum”, tzn. stal se tak, podobně jako jeho předchůdci, infulovaným arciděkanem.
Litoměřický biskup ocenil jeho schopnosti a jmenoval ho v roce 1925 biskupským konzistorním radou a biskupským notářem. V roce 1932 Václav Frind ze svého působiště v Horní Polici odešel na odpočinek do své rodné Lipové u Rumburku a jeho místo arciděkana nově obsadil Ludvík Gala, který již nějaký čas působil v Horní Polici jako kaplan.